# 田主丸町
田主丸町（たぬしまるまち）は、かつて福岡県の中南部に位置した町。浮羽郡に属していた。
久留米市への通勤率は12.1%（平成12年国勢調査）。巨峰発祥の地。
現在は久留米市東部にある旧竹野郡（のち浮羽郡）域を由来とする地域となっている。福岡県の中南部に位置しており、北に筑後川、町の中心部を巨瀬川が還流し、南に耳納連山が連なる果樹栽培が盛んな町でもある。2005年2月5日に久留米市へ編入合併された。

## 地理

### 隣接していた自治体
- 久留米市
- 甘木市
- 朝倉郡朝倉町
- 浮羽郡吉井町・浮羽町
- 三井郡北野町・大刀洗町
- 八女郡上陽町・星野村

## 歴史

### 町名由来
そもそも筑後国全権田主丸大庄屋、菊池丹後が田主丸町の開祖である。その丹後の往生観でもある「我極楽世界楽生」の「我楽しう生まる」から「たぬしまる」の名が付いたと伝えられている。そのため、現在でも「たのしまる」と呼ぶ人が多い。

### 近現代
- 1889年4月1日 町村制施行により、竹野郡に以下の町村が発足。
  - 田主丸町 ← 田主丸村、豊城村の一部、常盤村の一部、殖木村の一部
  - 水分村 ← 殖木村の一部、常盤村の一部、野田村、豊城村の一部
  - 川会村 ← 上原村、志塚島村、以真恵村、牧村
  - 柴刈村 ← 恵利村、八幡村、朝森村、菅原村
  - 水縄村 ← 石垣村、森部村、益生田村
  - 竹野村 ← 竹野村、地徳村、中尾村
  - 船越村 ← 鷹取村、長栖村、船越村、秋成村
- 1896年4月1日 - 郡の統合により、竹野郡が浮羽郡となる[1]。
- 1951年4月1日 - 川会村と柴刈村が合併（新設合併）し、筑陽村が発足。
- 1953年6月 - 昭和28年西日本水害が発生。田主丸町一帯が軒下まで水没[2]。
- 1954年12月1日 - 田主丸町・水分村・筑陽村・水縄村・竹野村および船越村の一部が合併（新設合併）し、新たに田主丸町が発足。
  - 船越村の残りは吉井町を経て現在はうきは市。
- 1996年2月26日 - 浮羽郡吉井町と境界変更。
- 2001年3月12日 - 朝倉郡朝倉町及び浮羽郡吉井町と境界変更。
- 2005年2月5日 - 三井郡北野町、三潴郡城島町・三潴町とともに久留米市へ編入される。

## 産業

### 農業
元禄年間に始まった庭木や苗木の栽培は、近代以降、山林への植林が国策となったことで、一時は山林苗の6割を栽培し、1974年（昭和49年）には町内の農家約3,000戸のうち約2,500戸が庭木や苗木を栽培していた。現在でも、柑橘類の苗木は、日本のシェアの8割を生産している。
1967年（昭和42年）に200本が植え付けられた巨峰は、イチジクやカキ、ミカンと共に、観光目的のフルーツ狩りとして盛んになった。

### 工業
うきは市とまたがる久留米・うきは工業団地が整備され、2022年（令和4年）には資生堂九州工場が完成した。

### 商業
1957年（昭和32年）に売春防止法が制定されるまでは町の中心部に歓楽街があり、最盛期には女郎屋などが約70軒あった。

## 交通

### 鉄道路線
- 九州旅客鉄道（JR九州）
  - 久大本線：田主丸駅

### バス路線
- 西鉄バス久留米
  - 行先番号
    - 「20」（JR久留米 - 吉井 - 浮羽）
    - 「23」（JR久留米 - 百年公園 - 田主丸駅前）
    - 「24」（大学病院 - 西鉄久留米 - 吉井 - 浮羽）
    - 「25」（JR久留米 - 草野 - 田主丸 - 上原）
      - 中枢ターミナル：田主丸中央
- 日田バス
  - 急行久留米線
    - 停留所：田主丸中央
- 甘木観光バス
  - 甘鉄甘木駅 - 田主丸中央病院

### 道路
- 国道210号
- 福岡県道33号甘木田主丸線
- 福岡県道70号田主丸黒木線
- 福岡県道80号甘木朝倉田主丸線
- 福岡県道81号久留米浮羽線
- 福岡県道151号浮羽草野久留米線

## スポット

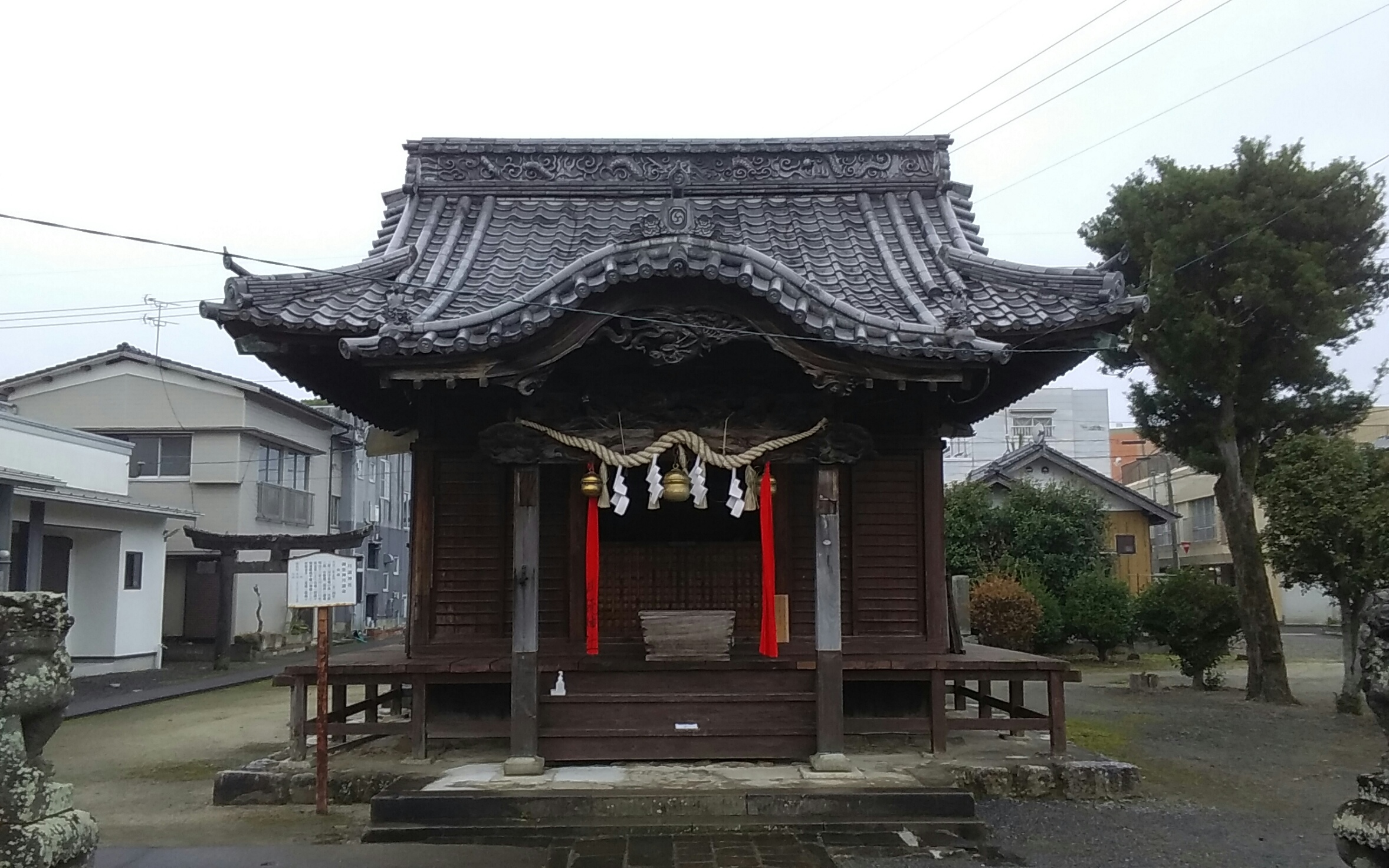
月読神社

- 月読神社
- 床島堰
- 田主丸大塚古墳

## 出身・ゆかりのある人物
- 鹿毛久次郎（酒造業、政治家） - 田主丸町長
- 倉富 勇三郎（くらとみ ゆうざぶろう）-幕末の嘉永年間、現久留米市田主丸町大字船越の儒学者・倉富胤厚の3男に生まれた。明治から昭和にかけての司法・宮内官僚。法学博士。男爵。法制局長官、貴族院勅選議員、枢密院議長。法典調査会刑法起草委員。作家広津柳浪は夫人の兄に当たる。国立国会図書館「憲政資料室」に、詳細で膨大な『倉富勇三郎日記』が所蔵されている。
- 中野 宗助（なかの そうすけ、1885年（明治18年）7月20日 - 1963年（昭和38年）3月2日）は、日本の剣道家。段位は範士十段。流派は鉄仲流。幼くして地元田主丸の剣道家・教育者である吉瀬善五郎（きちぜ・ぜんごろう）に弟子入りしてその才能を大きく開花させ、そして生涯を剣道に捧げ、ついに昭和期を代表する剣士として知られるようになった。久留米市田主丸町田主丸在の來光寺に中野宗助の記念碑と墓所が所在する。
- 綾部 市太（あやべ いちた、1888年(明治21年)2月21日 - 没日不明)は日本の政治家、実業家。現久留米市田主丸町竹野出身。実家は苗木屋。大正6年に宮崎県の現日向市富高に移住し、苗木の育苗と販売を始める。昭和に入ってから敷地にツツジを植えはじめ「迎洋園」と呼ばれて花の名所となる。因みに「迎洋園」のあった場所は後に宅地化され、日向市迎洋園としてその名を残す。昭和6年に日知屋干拓工事の認可が下り、門川の米良文治と共同でえん堤を作り干拓工事を進めた。昭和12年に宮崎県議に当選。耳川分水実現のため尽力する。
- 牧原大成 - プロ野球選手（福岡ソフトバンクホークス）
- 乙一 - 小説家